# سردينيلا ماديرا
سردنيلا ماديرا (باللاتينية: Sardinella maderensis) هو نوع من الأسماك ذات الزعانف الشعاعية الصغيرة في جنس السردينيلا الموجود في شرق المحيط الأطلسي وجنوب شرق البحر الأبيض المتوسط. وهي سمكة فضية تشبه سمك سردينيلا المستديرة، ولكن يمكن تمييزها عن تلك الأنواع من خلال وجود زعانف ذيلية رمادية بأطراف سوداء. يتغذى هذا السمك على العوالق النباتية ويرقات الأسماك وهو من الأسماك المهاجرة التي تشكل قطعان في المياه الساحلية، وغالبا ما تختلط مع السردينيلا المستديرة. وقد صنف الاتحاد الدولي لحماية الطبيعة حالة حفظ هذه الأسماك على أنها "مهددة بالإنقراض".

## التاريخ الحديث
انخفض صيد هذه السمكة من 1.8 طن لكل رحلة في عام 2003 إلى 1.5 طن في العامين التاليين. تقع مناطق الصيد الرئيسية لهذه الأسماك قبالة سواحل السنغال والمغرب. على مدى السنوات العشر الماضية ، انخفض متوسط حجم هذه الأسماك من 35 سم إلى 32 سم. يقول الخبراء أن هذه التغييرات ترجع إلى الصيد التجاري الهولندي النشط جدًا في المنطقة غالبا.

## بيئات
يمكن لسردنيلا ماديرا التعامل مع الملوحة المنخفضة جدًا عندما تسافر إلى مصبات الأنهار والبحيرات وتقضي معظم حياتهم بالقرب من سطح الماء. تتغذى على العوالق النباتية ويرقات الأسماك. هذه من أكبر الأسماك في هذا الجنس وتنمو إلى 35 سم.